# Бранднер, Фердинанд
Фердинанд Бранднер (нем. Ferdinand Brandner, 17 ноября 1903, Вена — 20 декабря 1986, Зальцбург) — австрийский и немецкий авиационный инженер и конструктор авиационных двигателей. 
После Второй мировой войны, в 1945 г. попал в плен на территории Чехословакии ,  был вывезен НКВД  как «немецкий специалист» в СССР. 
Один из разработчиков советского турбовинтового двигателя НК-12.

## Биография
Фердинанд Бранднер родился в городе Вене 17 ноября 1903 года, в семье судетских немцев. Его отец был мелким чиновником. В 1921 году Бранднер проходил службу в Горном Фрайкоре, военизированной организации, которая несла службу в Силезии и приняла участие в битве при Аннаберге против польских повстанцев, которые хотели захватить районы немецкой Силезии. После службы Бранднер продолжил обучение в Вене и в 1925 году защитил степень инженерных наук. Он занялся проектированием дизельных двигателей для локомотива.
В 1930 году Фердинанд Бранднер вступил в фабричную организацию австрийского националистического союза, став техническим консультантом австрийского отделения, в 1935 г. вынужден был покинуть Австрию, перебрался Германию, нашел рабту в компании Humboldt-Deutz-Motoren AG в Рейнской области. С 1936 года начал работать на авиационном предприятии Junkers-Motorenbau в городе Дессау, которое занималось разработкой и производством авиационных двигателей.
В мае 1945 году попал в плен Красной армии, пытаясь бежать в Прагу, где в то время находилась его семья. Был отдан сотрудникам НКВД , занимающихся поиском «немецких специалистов» и этапирован в СССР в статусе военнопленного,  сначала был  отправлен в Бутырскую тюрьму в Москве, затем переведен в Красногорский лагерь для пленных специалистов, в июне 1946 г. «освобожден» и отправлен в Уфу  на  Моторный завод, где начальником  тогда был  Николай Дмитриевич Кузнецов. 
С января 1947г. переведен в поселок Управленческий (сейчас район Самары/Куйбышев, сюда же в октябре 1946 г. в рамках «операции» Осоавиахим были перемещены немецкие моторостроительные заводы Junkers-Motorenbau и BMW. 
В СССР Бранднер  являлся техническим директором  всего немецкого коллектива и заместителем главного конструктора, принимал непосредственное  участие в разработке сверхмощных турбовинтовых двигателей НК-12 для перспективного стратегического бомбардировщика Ту-95.
Летом 1953 года Бранднер и ряд других немецких конструкторов и инженеров вернулись на родину. После возвращения в Австрию Бранднер начал работать в Maschinenfabrik Andritz AG в качестве технического директора. Позднее стал управляющим предприятием BMW Aircraft Engines.
В 1959 году Бранднер переехал из Европы в Египет, куда египетское правительство приглашало немецких учёных и конструкторов для создания сверхсекретной авиастроительной программы. Этот проект под названием «135» предусматривал создание реактивного двигателя для нового истребителя. Однако в 1962 году программа была раскрыта и разразился международный скандал. Вследствие этого немецкие инженеры и в частности Бранднер были вынуждены покинуть Египет.
В 1972—1973 годах читал лекции по двигателестроению, являясь профессором в Китайской Народной Республике.
Скончался в Зальцбурге 20 декабря 1986 года.

## Разработки

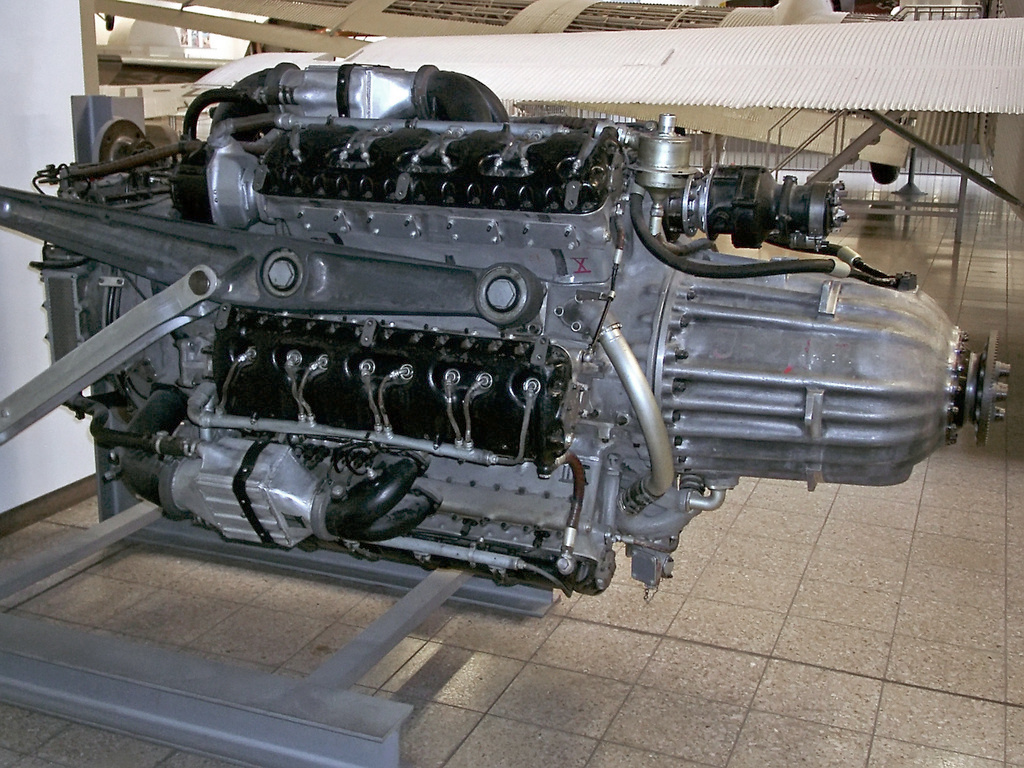
Jumo 222

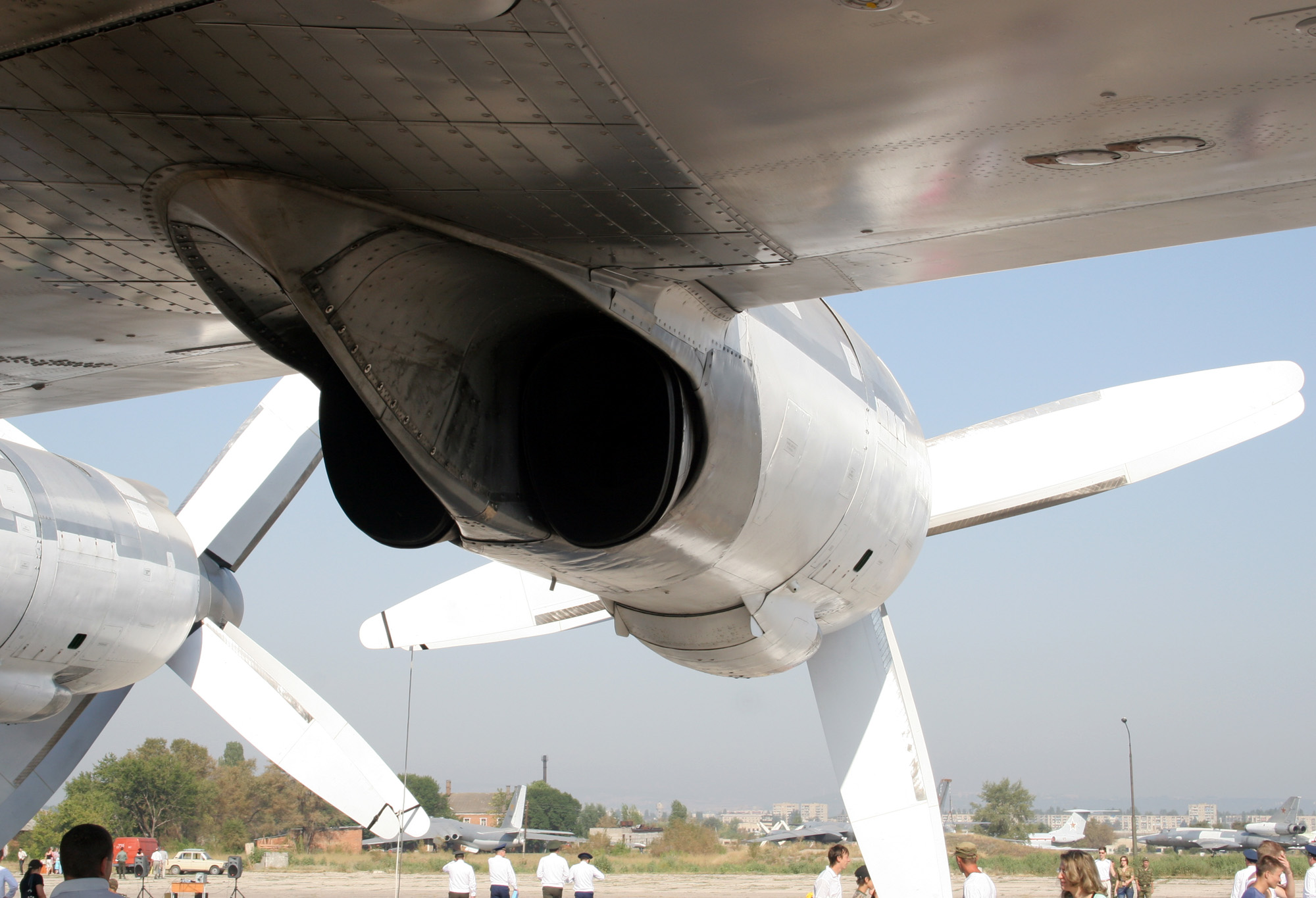
Турбовинтовой двигатель НК-12

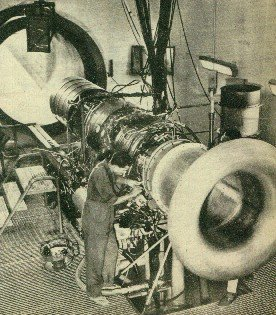
Реактивный двигатель Brandner E-300.

### В Германии
В 1937 году Бранднер разработал рядный поршневой авиационный двигатель водяного охлаждения высокой мощности Junkers Jumo 222. Перспективный двигатель предполагалось устанавливать на тяжёлый немецкий истребитель Dornier Do 335, ночной истребитель Heinkel He 219 Uhu, тяжёлый бомбардировщик Heinkel He 277. Также участвовал в создании бомбардировщика Junkers Ju 288.

### В СССР
В СССР Бранднеру было поручено воссоздать техническую документацию на турбореактивный двигатель Jumo 004, серийно производившегося в Германии с 1944 года. В СССР этот двигатель выпускался под названием РД-10. Им оснащались первые советские серийные реактивные истребители: Як-15, МиГ-9, Як-17, а также ряд прототипов, таких как бомбардировщик Су-9.
Весной 1946 года, когда, по указанию правительства, МВД занялось поиском квалифицированных специалистов среди военнопленных для привлечения их к работе в промышленности, Бранднера перевели из лагеря на авиационный завод № 26 в Уфе. В то время это предприятие, возглавляемое В.Я. Климовым, занималось освоением производства реактивных двигателей Jumo 004 (РД-10), и опыт Бранднера очень пригодился. В конце 1946 года Климов был назначен руководителем ОКБ в Ленинграде, а Бранднера направили на Опытный завод №2 и зачислили в ОКБ-1,  сформированное из «двигателистов» фирмы «Юнкерс». Свою жизнь в СССР Бранднер описал в автобиографической книге «Жизнь между фронтами» в 1967г.
В 1948 году Бранднер был назначен руководителем группы проектирования турбовинтового двигателя Jumo-022. Эти двигатели планировались к использованию на межконтинентальном стратегическом бомбардировщике «проекта 95» ОКБ Туполева (будущий Ту-95). Советский вариант двигателя получил название ТВ-022. Постепенно совершенствуясь, он получил наименование ТВ-12 и поступил в серийное производство в 1953 году как НК-12.

### В Египте
Египет в 1950-х годах под руководством Абделя Насера, объединённый военно-политическим договором с Сирией, являлся Объединённой Арабской Республикой и противостоял Израилю и западным державам, ориентируясь в своей внешней политике на СССР. Здесь, в конце 1950-х годов, при участии ряда немецких авиаконструкторов, началась разработка собственного истребителя Helwan HA-300. Бранднер должен был разработать для этого истребителя реактивный двигатель. Получивший секретное обозначение Brandner E-300, двигатель был готов к началу 1960-х годов.